# Cerul crud
„Cerul crud” (engleză: The Cruel Sky) este o povestire științifico-fantastică scrisă de autorul britanic Arthur C. Clarke.  A apărut inițial în revista Boy's Life din iulie 1967. „Cerul crud” a fost publicată în colecția de povestiri The Wind from the Sun (1972). Clarke a scris această scurtă poveste în 1966, când lucra la romanul 2001: O odisee spațială.
În limba română a fost tradusă de Mihai-Dan Pavelescu  și a apărut în colecția de povestiri Lumina întunericului din 2002 în Colecția Sci-Fi a Editurii Teora.